# Iglesia de Nuestra Señora de Chiquinquirá (Santa Fe de Antioquia)
La  Iglesia de Nuestra Señora de Chiquinquirá  es un templo de culto católico, dedicado a la Virgen María bajo la advocación de la Virgen de Chiquinquirá. Está ubicado a un costado de la Plazuela Martínez Pardo a tres cuadras del parque principal de Santa Fe de Antioquia (Antioquia) y pertenece a la jurisdicción eclesiástica de la Arquidiócesis de Santa Fe de Antioquia.
El templo fue conocido antiguamente como Ermita de los Mártires, pero hoy en día es llamado popularmente como la Iglesia de La Chinca. El edificio es de estilo neoclásico con detalles barrocos, data de 1868, cuenta con planta rectangular de una sola nave. La fachada se adorna con doble espadaña, característica de la estética antioqueña. El interior carece de interés, pues sus retablos fueron desmontados y el altar mayor se reemplazó hace algunos años por uno de mármol, en estilo neogótico.

## Historia
Originalmente existía una capilla de paja de tres naves, llamada la Ermita de Los Mártires, por haber estado dedicada a San Fabián y San Sebastián, patronos de la ciudad. Esta fue edificada a mediados del siglo XVII, por iniciativa del Capitán Mateo de Castrillón, Gobernador de la Provincia de Antioquia, y quien gobernó de 1649 a 1651. El templo primitivo fue durante tres años (de 1656 a 1659) sede parroquial de Santa Fe de Antioquia, ya que en 1656 el templo principal (en donde está levantada la Catedral Basílica) había sido destruido por un incendio generado por un rayo. Hasta finales del siglo XVIII sirvió también como cementerio y cárcel para los clérigos.
Desde 1702 comenzó a ser llamada Iglesia de Nuestra Señora de Chiquinquirá a petición de María Josefa Arrubla del Corral. Después de dos siglos de existencia, el antiguo templo fue demolido en 1863 porque amenazaba ruina, razón por la cual el entonces vicario, Lino Garro, que gobernaba la diócesis de Antioquia a causa del destierro que en ese año y posteriores que sufrió el obispo Domingo Antonio Riaño Martínez, procedió, en asociación con los hermanos Nicolás y Francisco de Paula Martínez, a reedificarlo, obra que lograron finalizar cinco años más tarde (1868).
El templo de Nuestra Señora de Chiquinquirá fue también objeto de infortunadas intervenciones y reformas que desvirtuaron su aspecto original, pues sus retablos fueron desmontados y el altar mayor fue reemplazado por uno de mármol, en estilo neogótico, que perteneció al Colegio de La Enseñanza de Medellín.